# L'Adorable Voisine
Ne doit pas être confondu avec Adorable Voisine (film, 1953).
Pour plus de détails, voir Fiche technique et Distribution.
L'Adorable Voisine ou Adorable Voisine (Bell, Book and Candle) est un film américain de Richard Quine sorti en 1958.

## Synopsis
New York, un soir de Noël. Une ravissante sorcière souhaite secrètement tomber amoureuse, les femmes de son espèce étant censées n'éprouver aucun sentiment si ce n’est le désir (« Elle est amoureuse ? Horreur ! Mieux aurait valu qu’elle soit morte ! » dit son frère). En l’ensorcelant, elle va mettre le grappin sur son voisin du dessus, un éditeur quinquagénaire sur le point de se marier. Cet amour, au départ peu naturel, durera-t-il une fois l’envoûtement terminé ?

## Fiche technique
- Titre original : Bell, Book and Candle
- Titre français : L'Adorable Voisine ou Adorable Voisine
- Réalisation : Richard Quine
- Scénario : John Van Druten et Daniel Taradash d’après la pièce de John Van Druten
- Costumes : Jean Louis
- Image : James Wong Howe
- Son : Franklin Hansen Jr.
- Montage : Charles Nelson
- Musique : George Duning
- Production : Julian Blaustein
- Distribution : Columbia Pictures
- Pays :  États-Unis
- Langue : anglais
- Genre : comédie fantastique
- Format : Technicolor - 35 mm - 1,85:1 - Son : Mono (RCA Sound Recording)
- Durée : 106 min
- Dates de sortie : 
  - États-Unis : 25 décembre 1958 (première à New York)
  - France : 10 mars 1959

## Distribution
- James Stewart (VF : René Arrieu) : Shepherd « Shep » Henderson
- Kim Novak (VF : Jacqueline Porel) : Gillian « Gil » Holroyd
- Jack Lemmon (VF : Serge Lhorca) : Nicky Holroyd
- Ernie Kovacs (VF : Jean-Henri Chambois) : Sidney Redlitch
- Hermione Gingold (VF : Lucienne Givry) : Bianca de Passe
- Elsa Lanchester (VF : Lita Recio) : Queenie
- Janice Rule (VF : Danièle Roy) : Merle Kittridge
- Philippe Clay (VF : Lui-même) : lui-même chantant ("le noyé assassiné") au Zodiac Club
- Bek Nelson : Tina
- Howard McNear (VF : Lucien Bryonne) : Andy White, coéditeur de Shep
- Conte Candoli et Pete Candoli : Musiciens du Zodiac (sous le nom The Brothers Candoli)

Dans la série Un soupçon de magie, le personnage principal Cassie Nightingale tient une boutique qui s'appelle Bell, Book and Candle.